# Musée des sciences naturelles de Houston
Le Houston Museum of Natural Science est un musée scientifique situé au nord du Hermann Park dans la ville de Houston, au Texas (États-Unis). Le musée est visité par plus de deux millions de visiteurs par an. Le complexe se compose d'un bâtiment central avec quatre étages de salles d'expositions de sciences naturelles ainsi que du Burke Baker Planetarium, Cockrell Butterfly Center et Wortham IMAX Theater. Il s'agit d'un des musées les plus célèbres des États-Unis et se classe deuxième au niveau de la fréquentation, derrière l'American Museum of Natural History à New York parmi les musées autres que la Smithsonian Institution. On peut attribuer une majeure partie de la popularité du musée à son grand nombre d'expositions spéciales ou invitées.

## Histoire
Le musée fut établi en 1909, par la Houston Museum and Scientific Society, une organisation qui souhaitait offrir à la population de Houston une structure gratuite consacrée à l'éducation et aux sciences. Abrité à l'origine dans le bâtiment de l'Auditorium au centre-ville, le musée déménagea vers un bâtiment du Zoo de Houston en 1929. L'actuel bâtiment, dans le Hermann Park, fut construit en 1969. En 1988, le musée devint le premier site du Challenger Center for Space Science Education. Le Wortham IMAX Theater et le George Observatory ont été ouverts en 1989. La forte fréquentation du musée lui permet d'envisager un agrandissement qui devrait doubler sa surface dans les années à venir.

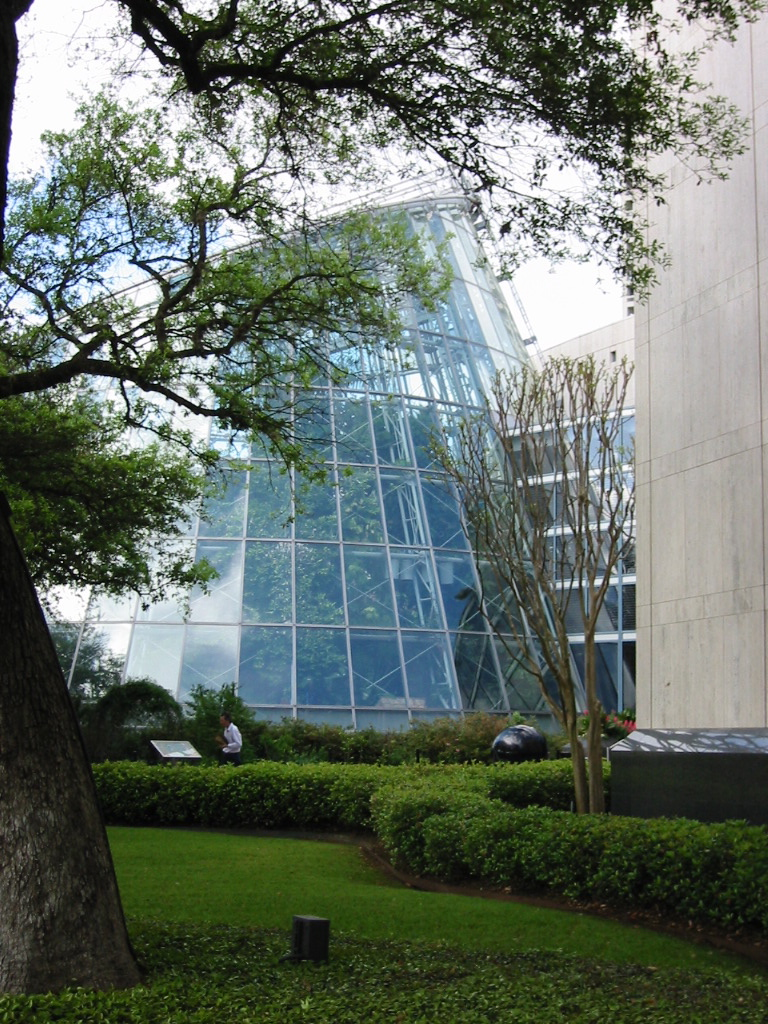
Le Cockrell Butterfly Center